# Branka u Opavy
Branka u Opavy é uma comuna checa localizada na região de Morávia-Silésia, distrito de Opava.